# Kvisseltjärnarna
Kvisseltjärnarna är ett par sjöar i Bergs kommun i Jämtland och ingår i Ljungans huvudavrinningsområde.
- Kvisseltjärnarna (Ovikens socken, Jämtland, 697633-138249), sjö i Bergs kommun
- Kvisseltjärnarna (Ovikens socken, Jämtland, 697635-138282), sjö i Bergs kommun